# Wasserburg Höckericht
Die Wasserburg Höckericht, auch Höckerigt genannt, ist eine abgegangene Wasserburg im Chemnitzer Stadtteil Schönau-Neustadt in Sachsen.

## Lage
Volkmar Geupel beschreibt 1983 die Lage so: „In Ortsmitte von Neustadt südlich des Kappelbaches vor der SO-Ecke des ehemaligen Gutes.“

## Geschichte
Die Burg wurde um 1200 bis 1250 gegründet, erstmals urkundlich 1375 als Herrenhaus in Verbindung mit der Herrschaft Rabenstein erwähnt. Dabei wird 1375 „Henczelinuss de Huckericht“ genannt. 1527 ist ein Vorwerk und 1696 ein Rittergut belegt. Die Wohnstätte „Neustadt“ ging ab Ende des 16. Jahrhunderts aus den sogenannten „Drescherhäusern“ des Ritterguts hervor. Höckericht wurde nach dem Zweiten Weltkrieg zum Staatsgut umgewandelt und die Wirtschaftsgebäude abgerissen. Im Herrenhaus fand eine Rechtsanwaltskanzlei ihren Sitz (Kanzleilehngut Höckericht).
Laut einer neueren Infotafel am Zaun beim restaurierten, nun privaten Gutshaus Höckericht soll der Rittersitz Höckericht eine Gründung der Herren von Waldenburg gewesen sein. Später soll das Kloster Chemnitz als neuer Eigentümer die Anlage zu einer Burg ausgebaut haben. 1900 lebten im Kanzleilehngut 29 Personen.

## Historische Anlagenbeschreibung/ Rekonstruktionsversuch
Der Burgstall der ehemaligen Wasserburg weist heute nur noch Geländespuren auf.
Nach einem sächsischen Meilenblatt (um 1790) wies die Anlage ehemals ein rundes Kernwerk von etwa 20 bis 25 Meter Durchmesser und einen darum umlaufenden Wassergraben auf. Um 1983 war das Objekt eingeebnet und unter einer Hofauffüllung begraben vorgefunden worden, als Volkmar Geupel sein Buch verfasste.

## Bodendenkmal und Funde
Im Areal wurde (laut Geupel) Keramik des Spätmittelalters gefunden. Am 26. April 1971 wurde das Areal als Bodendenkmal eingetragen.

## Heutige Nutzung
Das Gelände mit dem nach 1900 neu erbauten Gutshaus (siehe Infotafel am Zaun) ist in privater Nutzung.